# リチャード・アンズデル
リチャード・アンズデル（1815年5月11日 - 1885年4月20日、英: Richard Ansdell）はグレートブリテン及びアイルランド連合王国出身の動物画家および風俗画家である。

## 生涯

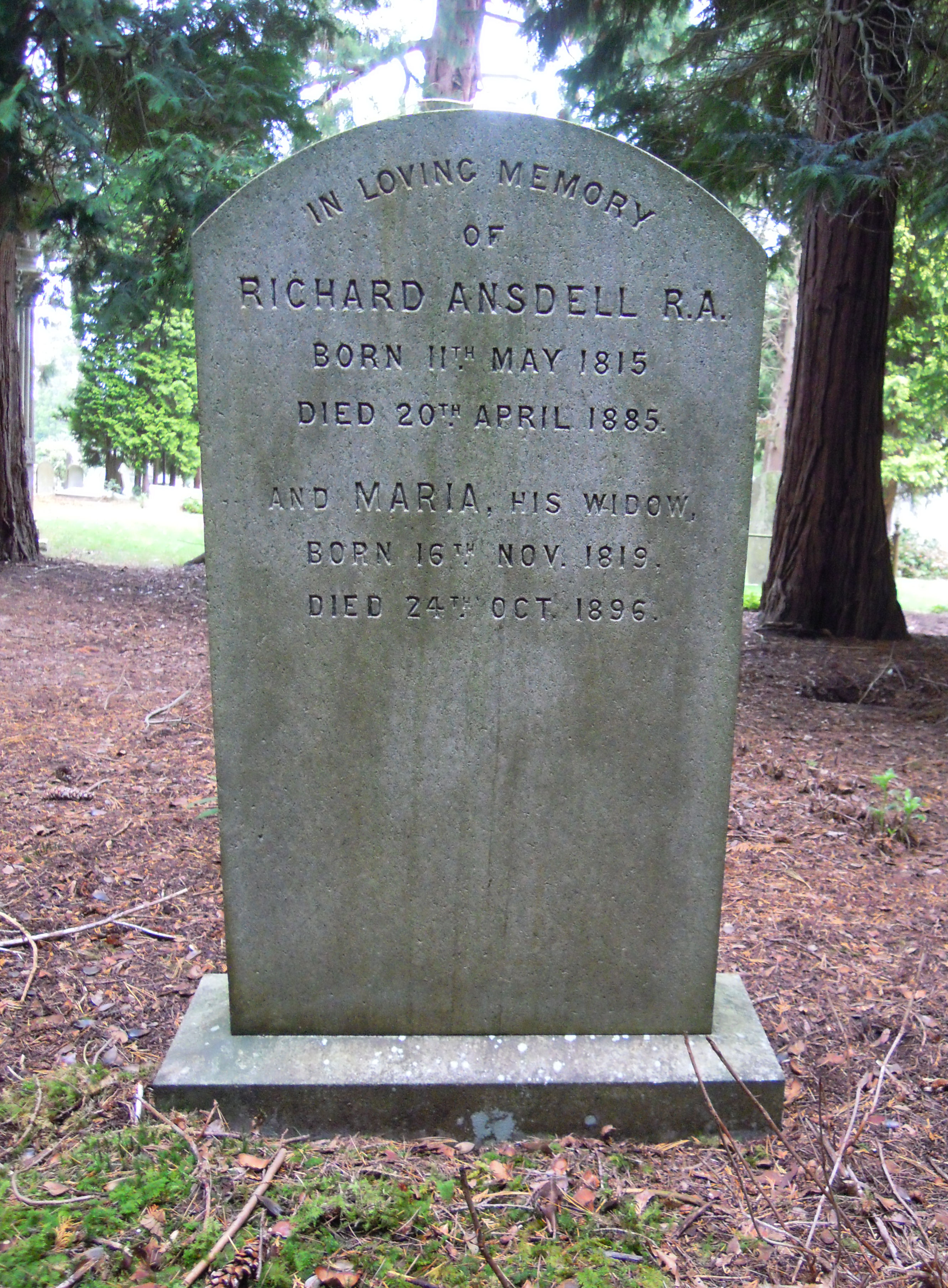
ブルックウッド共同墓地にあるアンズデルの墓

商港で働く自由民のトマス・グリフィスとアン・ジャクソンの息子として、イングランドのリヴァプール（当時のランカシャー州）に生まれる。父親は若くして没した。孤児としてリヴァプール・ブルー・コート・スクールで教育を受けた。幼年期より本能的な芸術の才能を持ち合わせており、スクール卒業後にはケント州・チャタムの肖像画家の処で働き、オランダで看板屋として過ごしたりもした。
1835年にリヴァプール芸術院で最初の作品を公開し、翌年にリヴァプール芸術院の生徒となった。動物と田園風景を題材にした作品は評判を呼び、間もなくして富裕層の後援者を引き寄せた。ロンドンの王立芸術院での最初の展覧会が1840年に開催され、「ライチョウ狩り（Grouse shooting）」と「ギャロウェイ牛の牧場（A Galloway farm）」の2点が出品された。これに続くのが、1841年の「狩猟帰りのセフトン伯爵一行（The Earl of Sefton and party returning from hunting）」、1842年の「マーストン・ムーアの戦いにおけるサー・ウィリアム・ラムトンの死（The death of Sir William Lambton at the Battle of Marson Moor）」（1842年にプレストンのハリス美術館にて展示）、1843年の「死（The Death）」、そして1844年の「追跡から逃れスターリング城に帰還したスコットランド女王メアリー1世（Mary Queen of Scots returning from the chase to Stirling Castle）」などである。没する1885年までの間に毎年作品を出品し続け、その出品数は149作品に及ぶ。1846年、ロンドンの英国芸術振興会にて最初の作品となる「ドローバーの停車場（The Drover's Hault）」を出品し、その後も30作品を発表した。
1841年6月にマリア・ルーマーと結婚し、11人の子供をもうけた。1847年には家族でロンドンのケンジントンに住むためにリヴァプールを去った。
1850年、「北部丘陵地帯（The South Downs）」や「イングランドの日（England's day in the country）」などの風景画を専門とするトマス・クレスウィックとともに絵の合作を始めた。ウィリアム・フリス（「経営者の娘（The Keeper's daughter）」の作者）やジョン・フィリップと一緒に絵を描いたりもした。2人とは1856年にスペインを旅し、「水を運ぶ人（The Water Carrier）」「セビリアへの道（The Road to Seville）」「スペイン人の羊飼い（The Spanish shepherd）」といったスペインの風景シリーズを描いた。翌年の1857年にはスペインの風景画をもっと描きたいと思い、単独でスペインに舞い戻った。
1855年に行われたパリ万国博覧会に「狼藉者（The Wolf Slyer）」と「動物の群れの調教（Taming the Drove）」を出品し金メダルを獲得した。また王立マンチェスター機構では3度に渡って「ヘイウッド・メダル」を受賞している。1861年には王立芸術院準会員、1870年には王立芸術院会員にそれぞれ選出された。
彼がフィルデ区にあるリザム・セント・アンズの「サマー・ハウス」で生涯を過ごしたこの地区は彼の名前に因んで「アンズデル」と名付けられた。このような栄誉を受けたイギリス人画家は彼をおいて他にはいない。
1885年4月20日、ハンプシャー州ファーンバラ近くのフライムリーにある「コリングウッド塔」で没し、遺骸はブルックウッド共同墓地に埋葬された。

## 作品

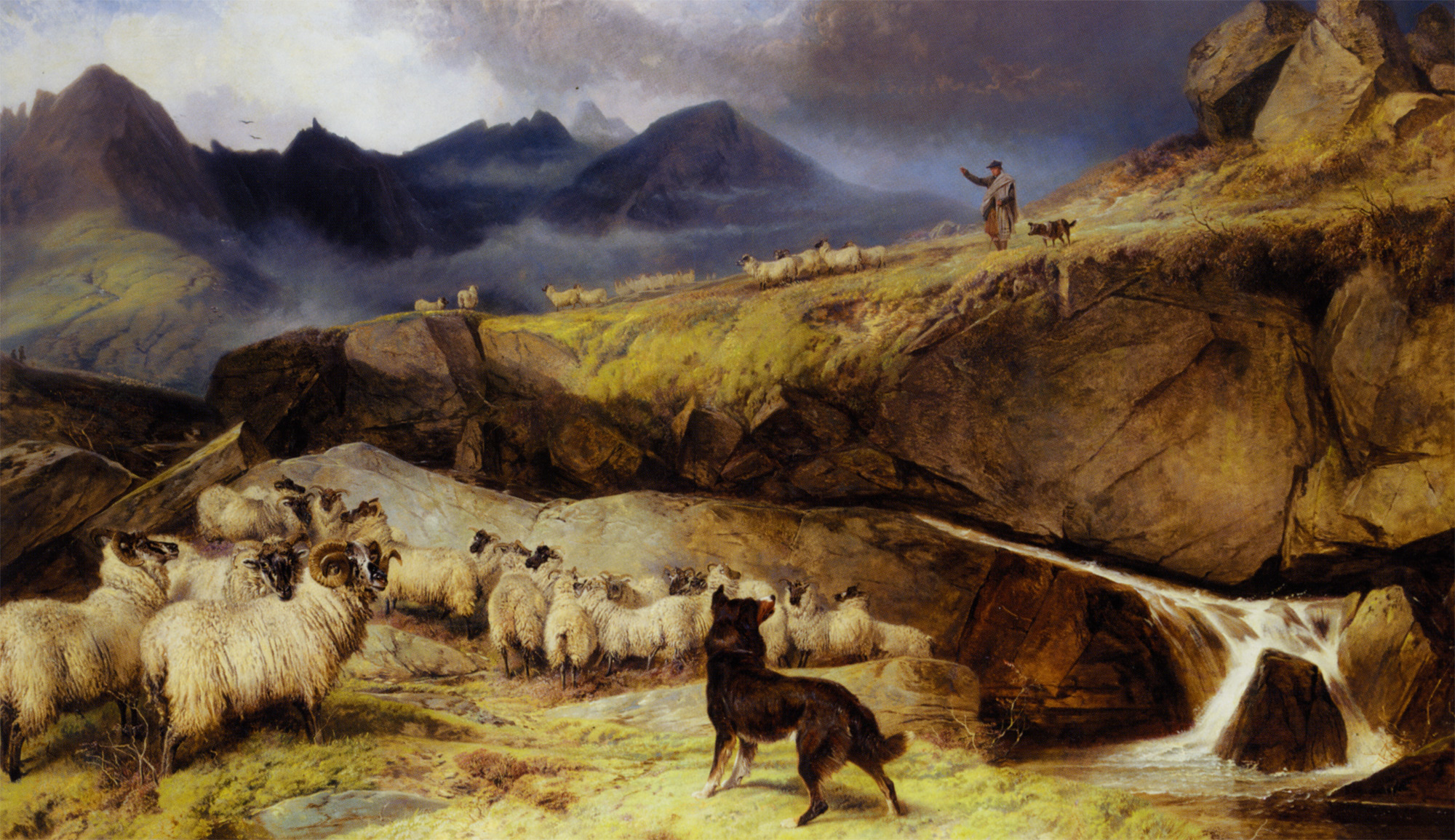
スカイ島

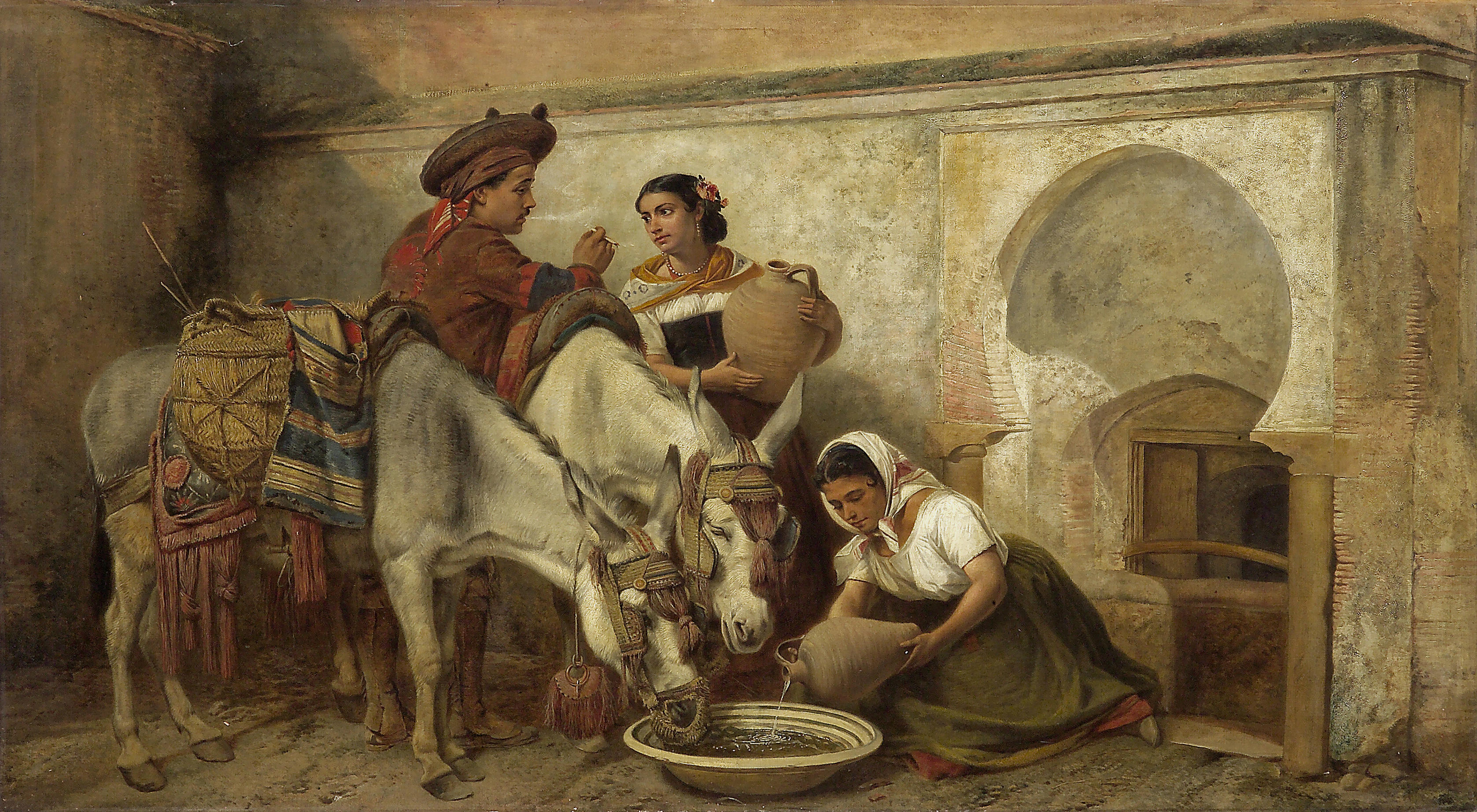
井戸にて (1870年代)

アンズデルの作品でよく知られているのは、ワーテルローの戦いで王立スコッツ・グレイ騎兵連隊所属のエワート軍曹がフランス国旗を奪い取る様子を表現した作品である「吠える男（Stag at Bay）」（1846年）、「戦闘（The Combat）」（1847年）、「スタンダードの戦い（Battle of the Standard）」（1848年）である。
作品の題材がエドウィン・ランドシーアの題材と似ているとされたが、アンズデルの作品は人気はあるものの、後者（エドウィン・ランドシーア）のような感情的な影響力に欠けるというのが評論家達の意見であった。例えば工房に連れてこない限りはヴィクトリア女王の飼い犬を描くことはしないといった感じで王室からの依頼を一切受け付けないという風に、勤勉だが高慢ちきなところがある画家というのが彼に対する世評であった。
大半の作品は1930年代に旧リザム・セント・アン公社に寄贈されたものであり、現在はフィルデ区の保護下にある。これら選考された絵画はリザムにあるスーパーマーケット「ブース」の階上にあるフィルデ美術館において定期的に展示されており、そのうちのひとつである「少女達の群衆（The Herd Lassie）」は長期貸与となっている。フィルデ区立公会堂内の非公開空間にはそれ以上にアンズデルの作品が飾られており、事前予約もしくは9月の遺産公開週で鑑賞することができる。
2017年10月、ホルスタイン・フリーシアンを描いたアンズデルの作品で最も大きい絵画がBBC Oneの「Antiques Roadshow」で特集され、美術専門家のルパート・マースにより1万5000ポンドから2万ポンドの価値があると鑑定された。
イギリスにおいてアンズデルの絵画を多く収蔵しているのはリヴァプールのウォーカー・アート・ギャラリー、リザム・セント・アンズ・アートコレクション、およびプレストンのハリス美術館である。

### 軍関係絵画
- マーストンの戦いにおけるサー・ウィリアム・ラムトンの死（The Death of Sir William Lambton at Marston Moor） (1842年; ハリス美術館所蔵 / プレストン)
- スタンダードの戦い（The Fight for the Standard (Waterloo)） (1848年; チェルシー王立病院（英語版）所蔵 )
- スタンダードの戦い（The Fight for the Standard (Waterloo)） (1848年; 王立スコッツ・ドラグーン護衛隊（英語版）所蔵 / エディンバラ城に貸与中）
- 失われた部隊旗を取り戻すトーマス・ブラウン（Thomas Brown regaining the Lost Guidon (Dettingen)） (クイーンズ王立軽騎兵隊（英語版）所蔵)

## 選抜作品

リチャード・アンズデルの作品
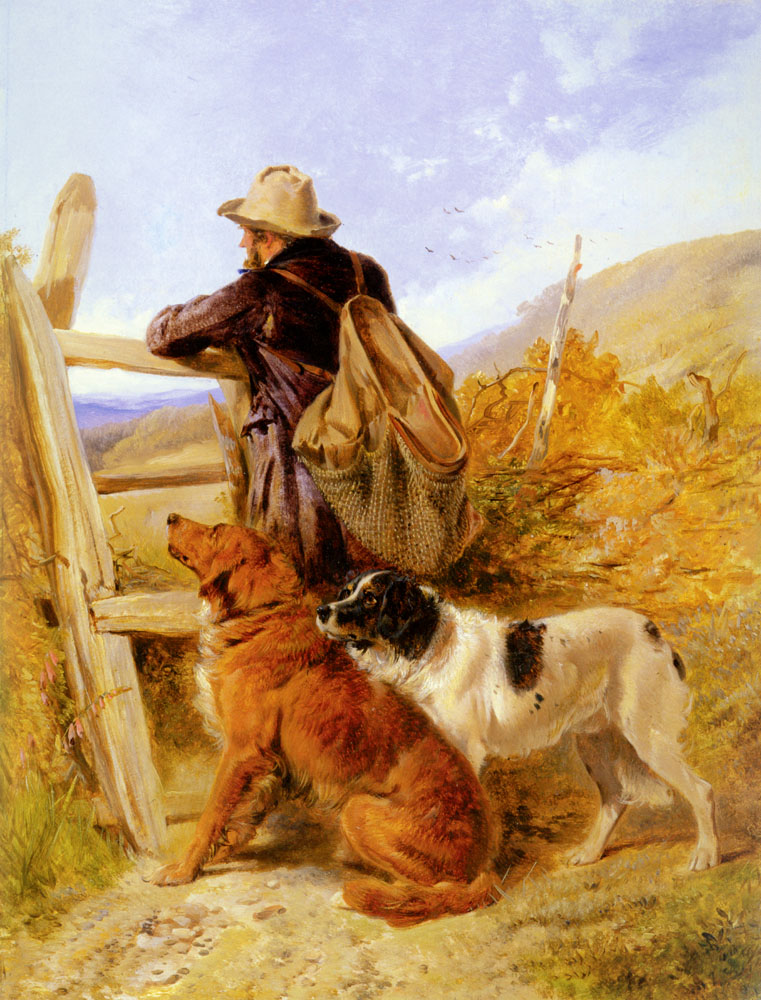
狩猟管理人
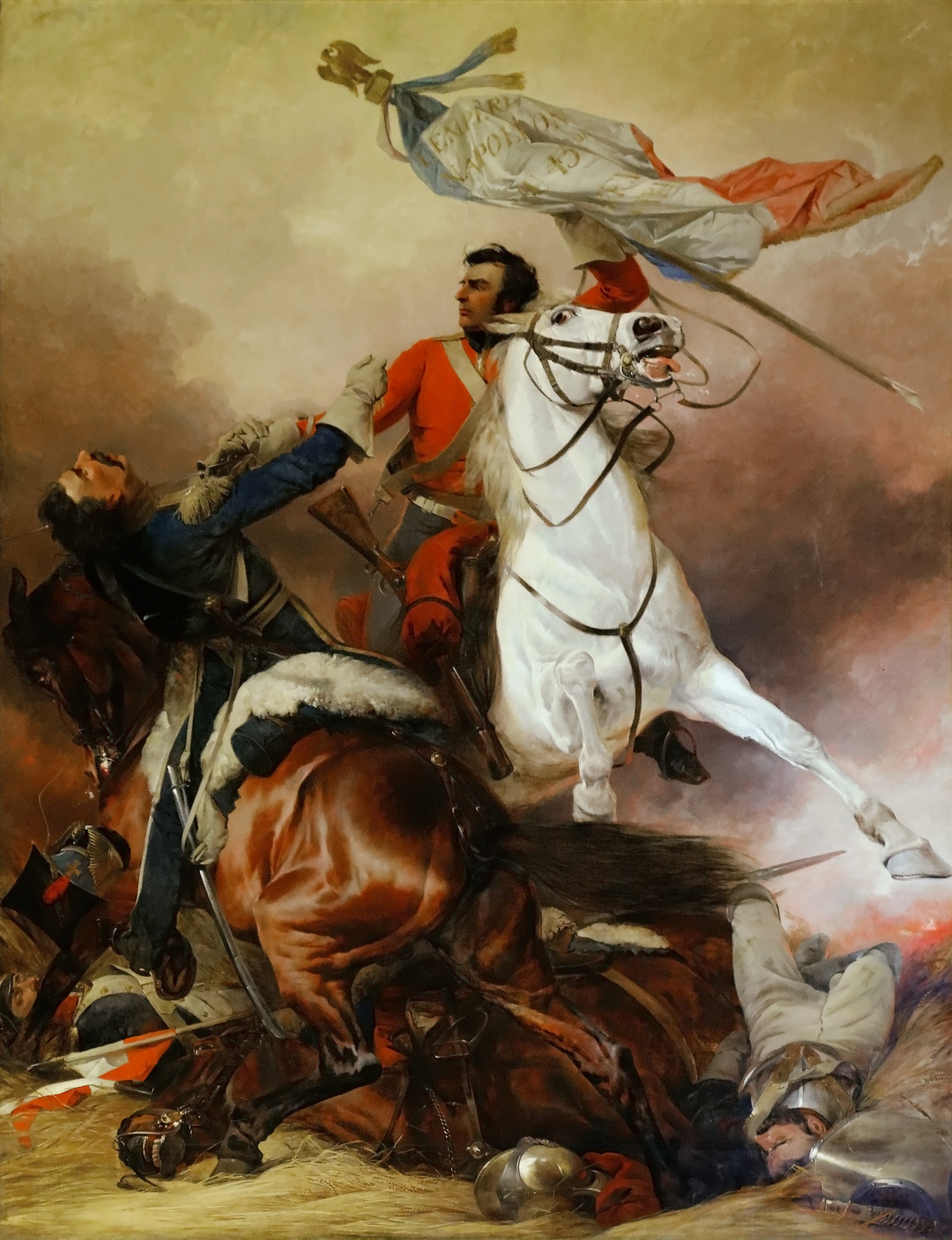
スタンダードの戦い（1847年）
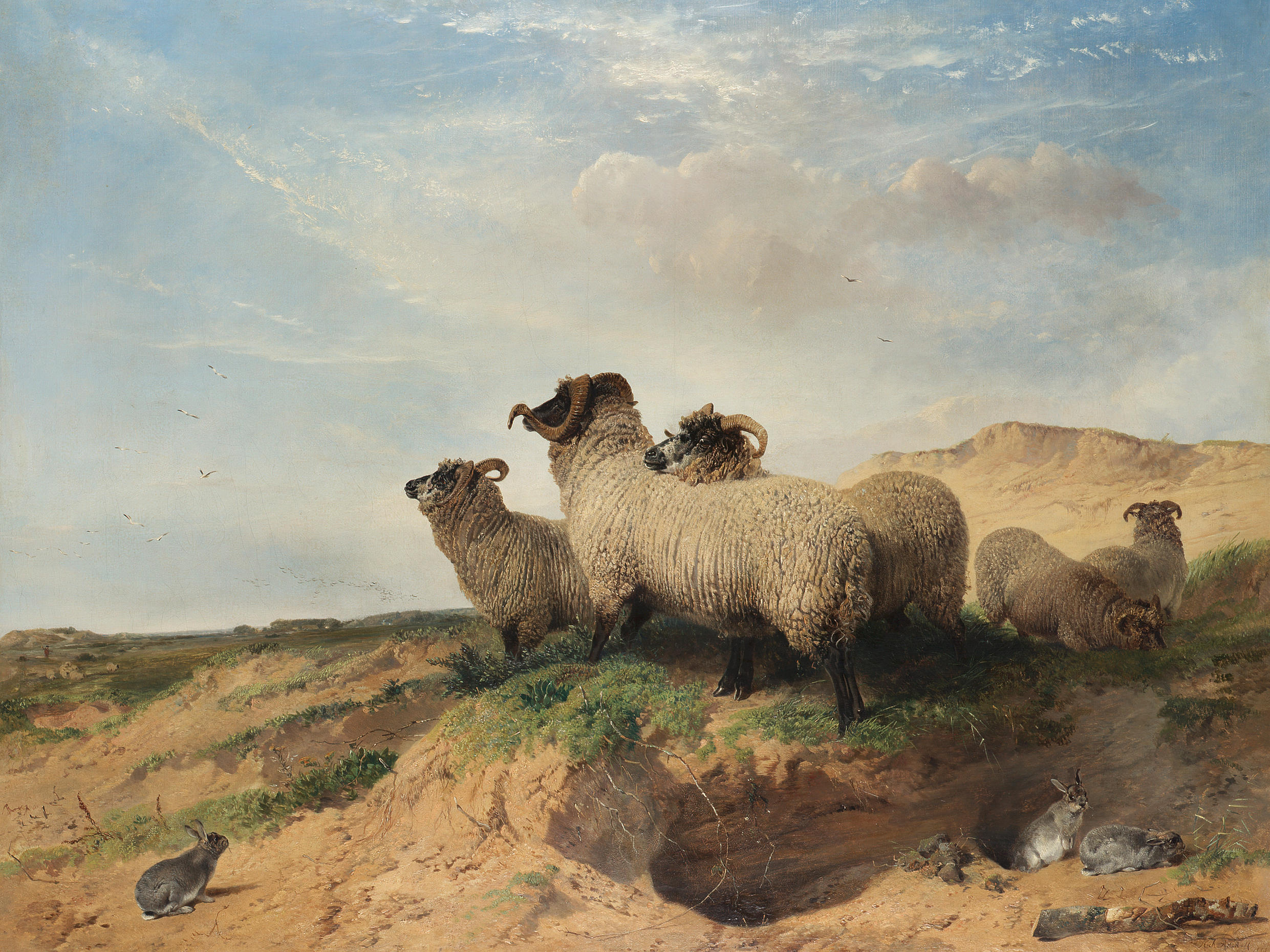
リザム砂丘（1853年）
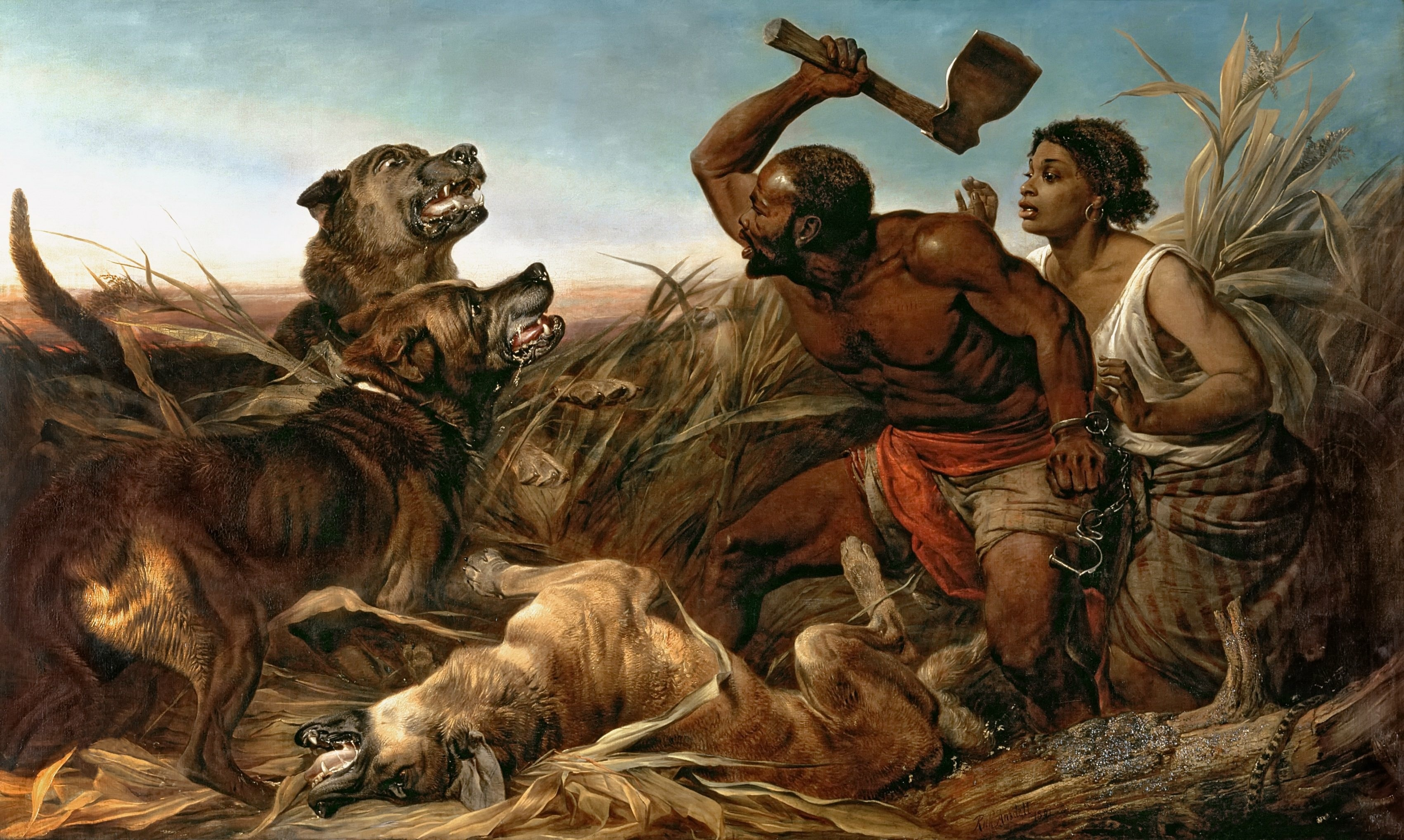
狩られた奴隷達（英語版）（1861年）
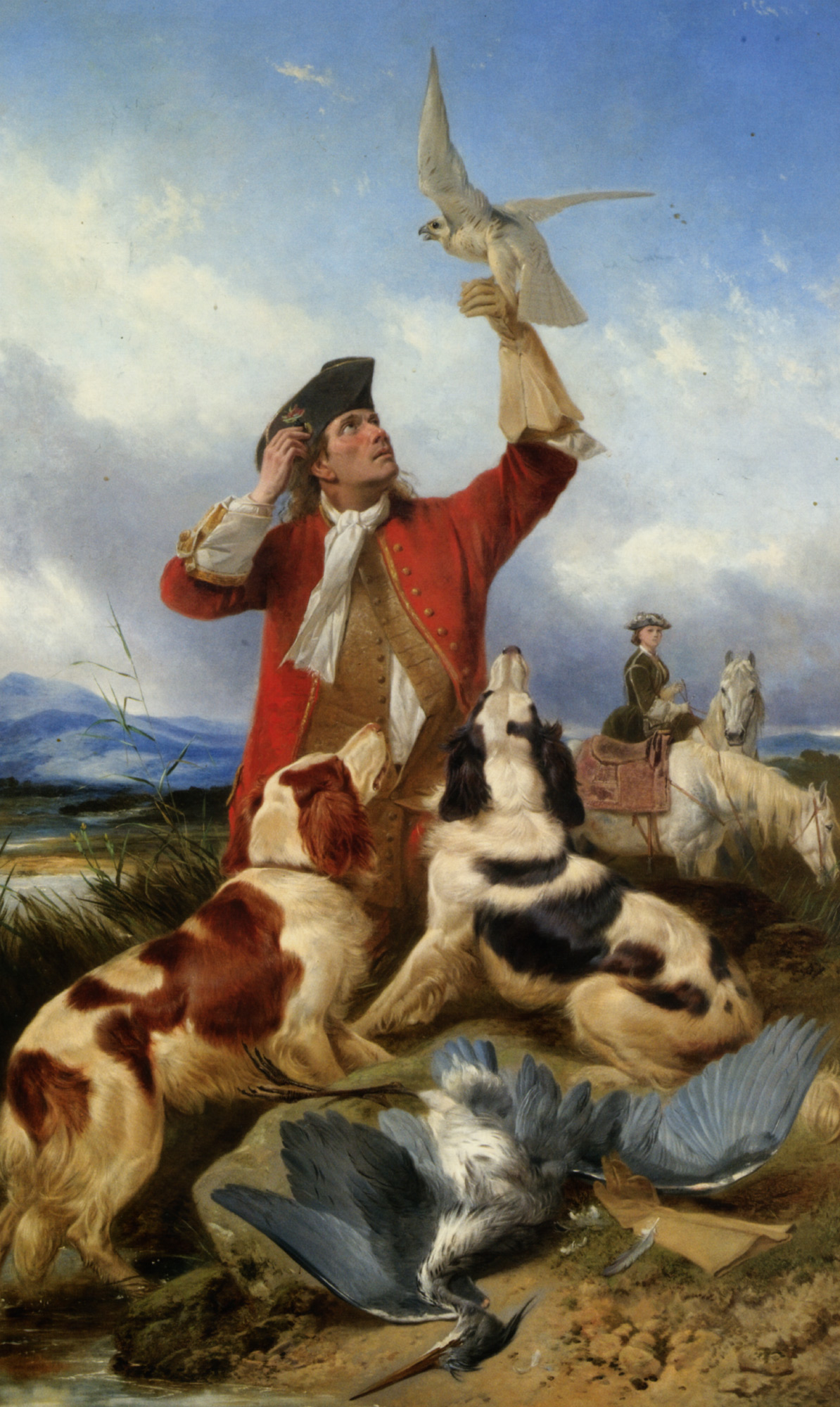
鷹狩り（1863年）
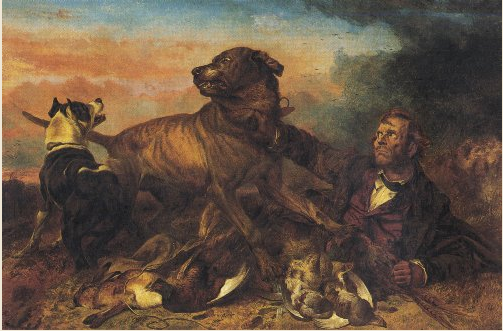
吠え立てる密猟犬（1865年）
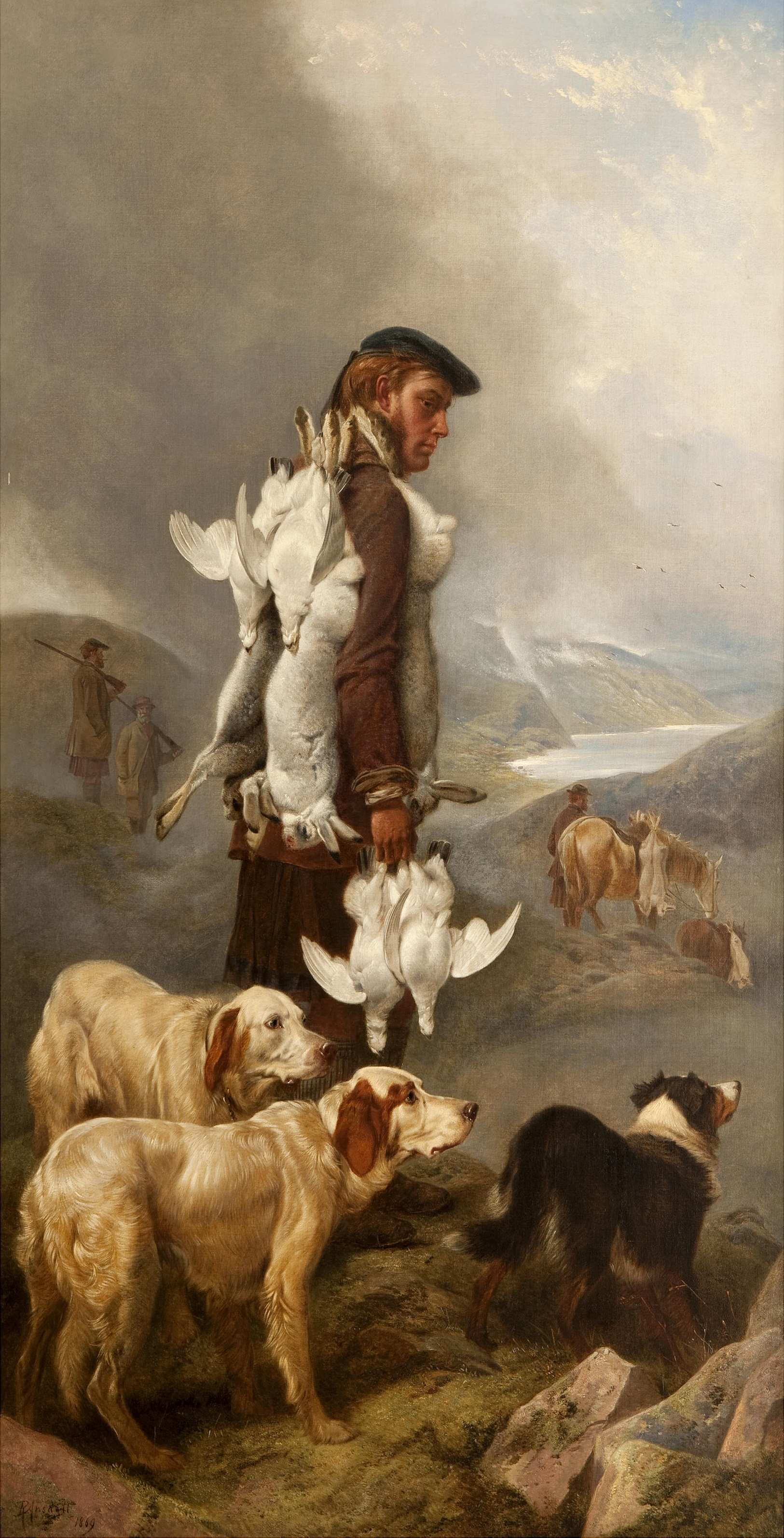
冬の銃猟、野ウサギとライチョウ（1869年）
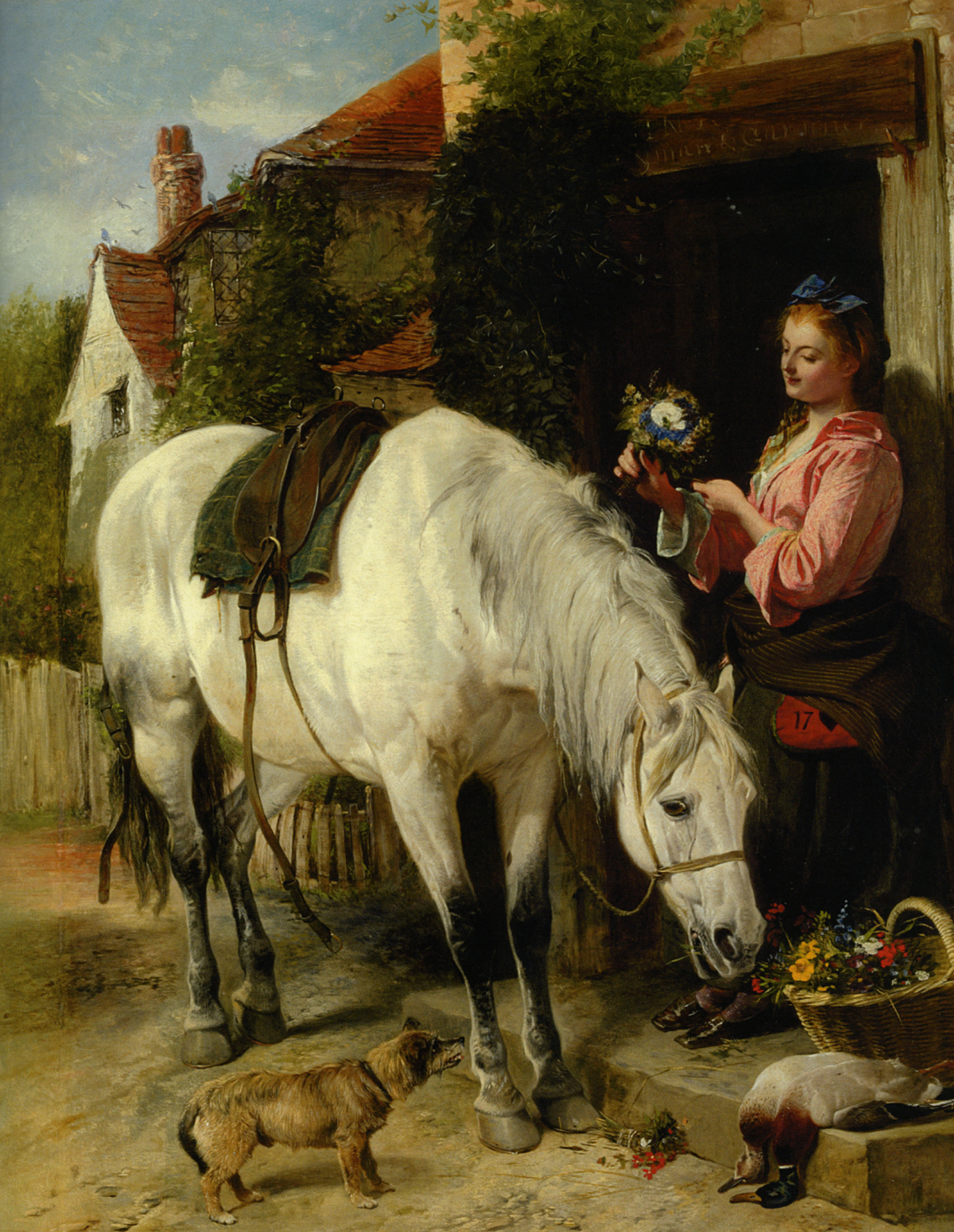
経営者の娘
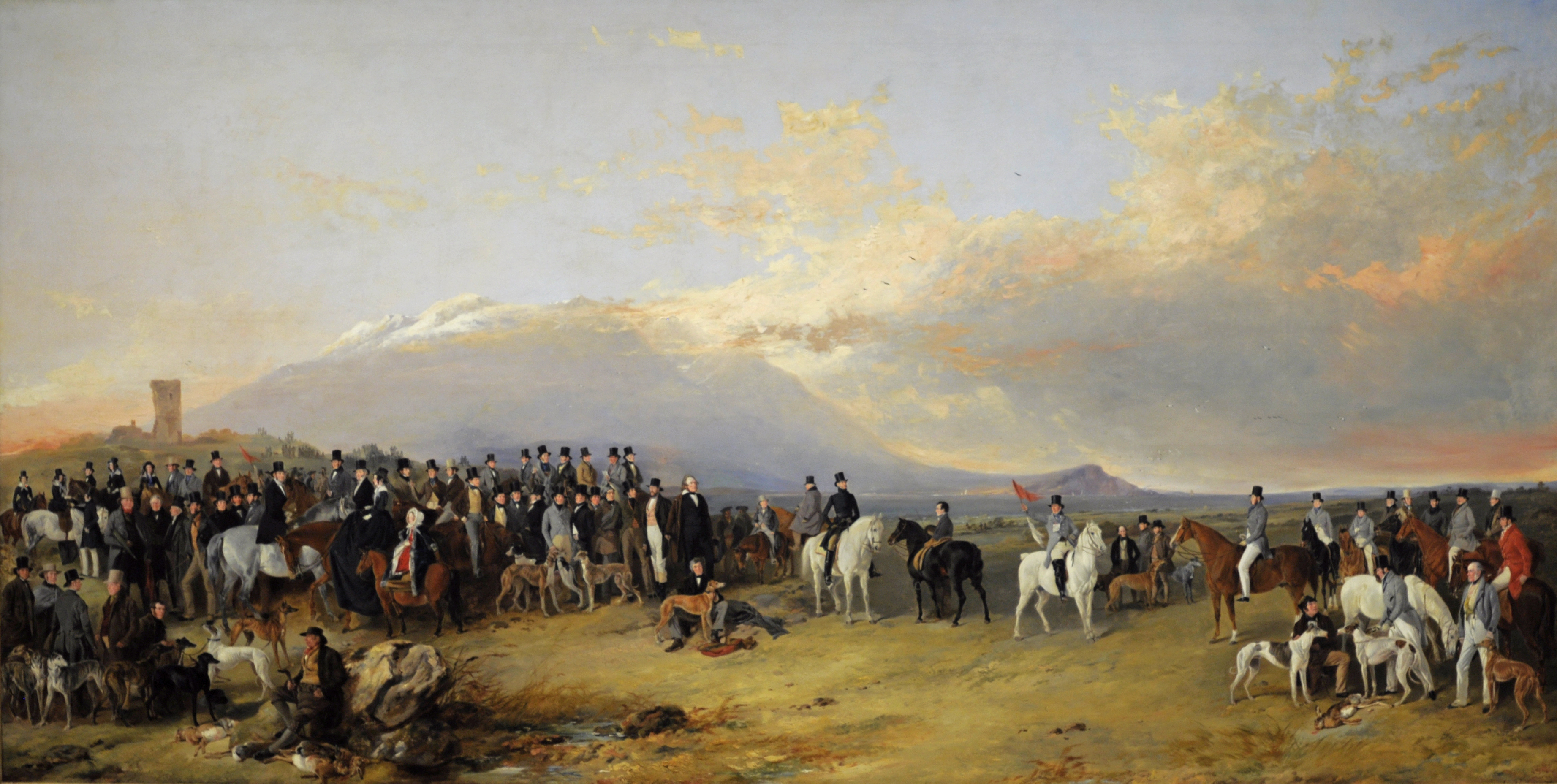
スコットランド獲物追跡集会、アルドロッサン城の近く
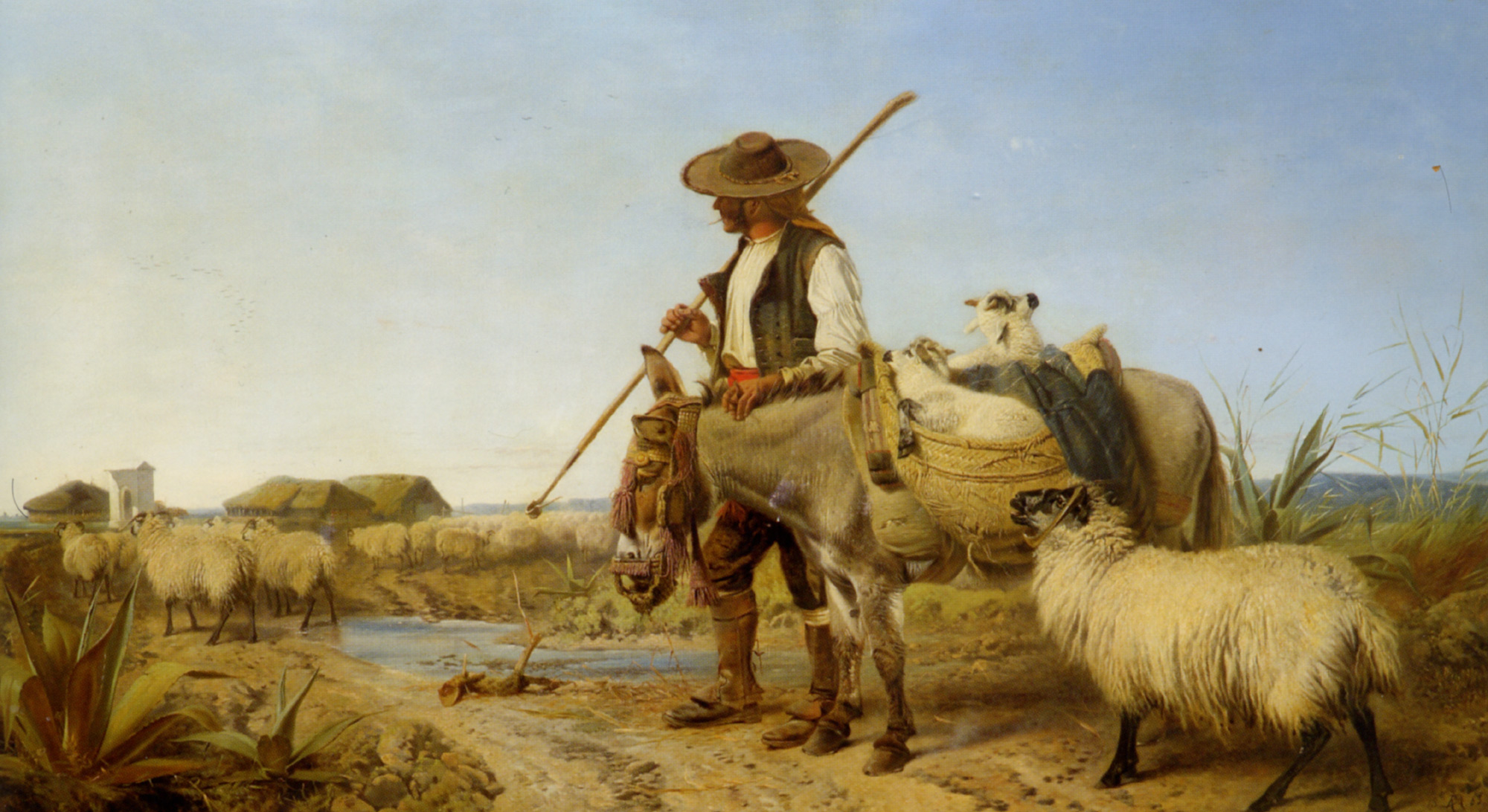
スペイン人の羊飼い（1863年）
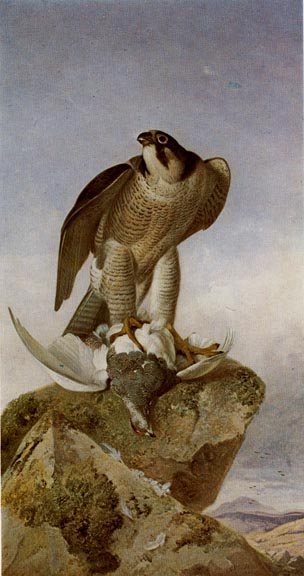
ライチョウを捕らえたハヤブサ
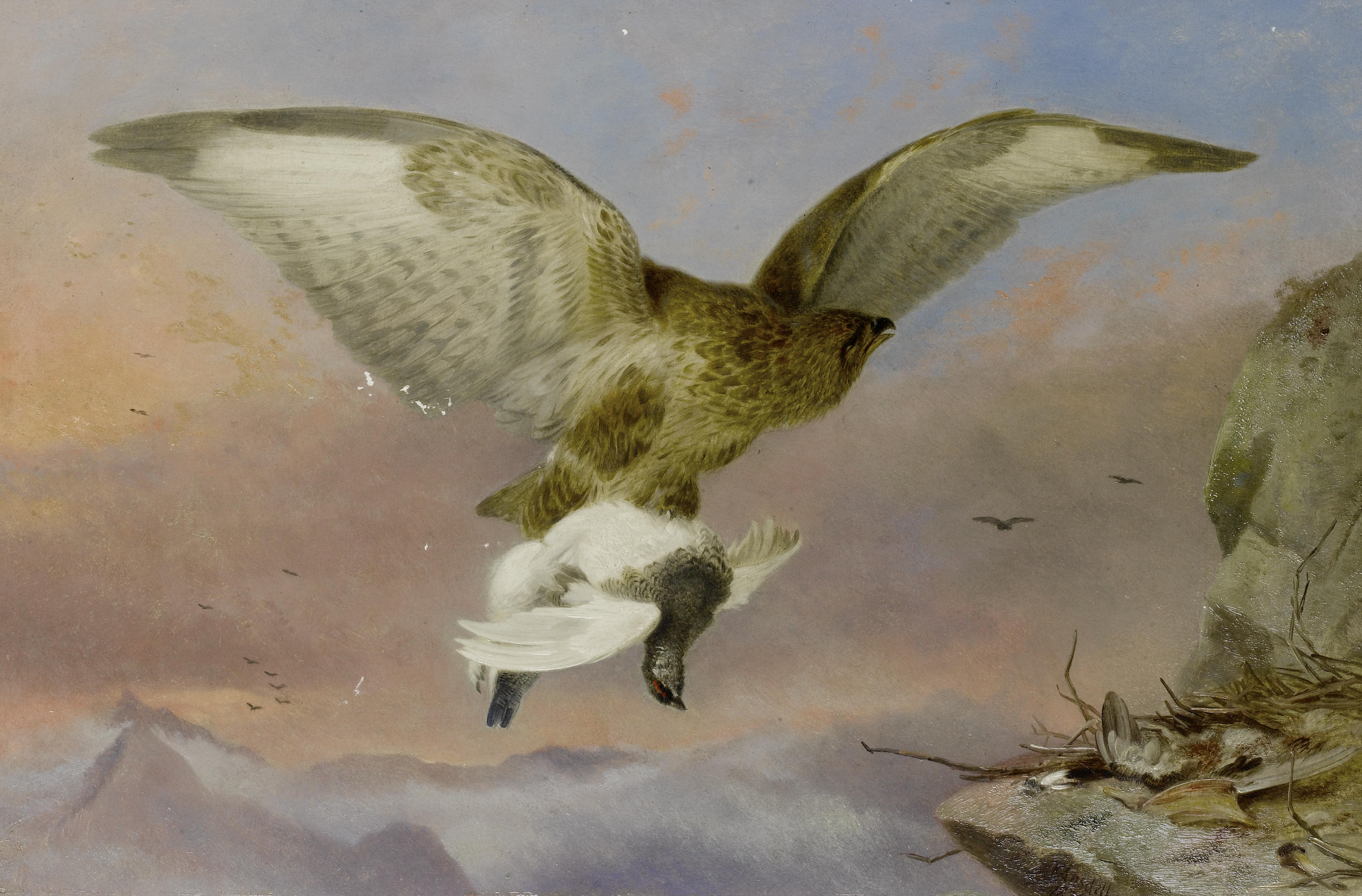
ライチョウを捕らえたヨーロッパノスリ（1876年）
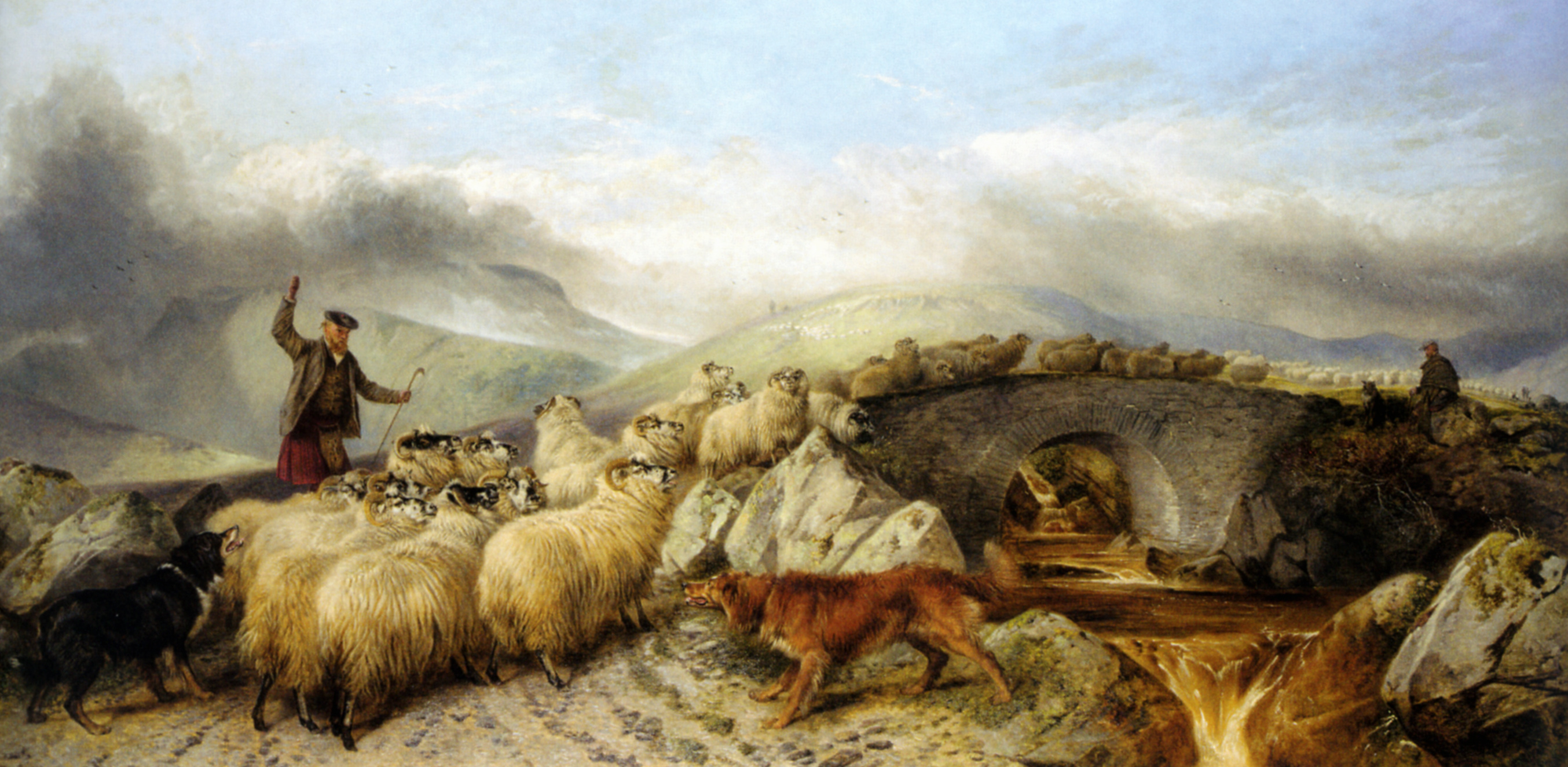
高地で刈り取った羊毛の収集